# Optocht

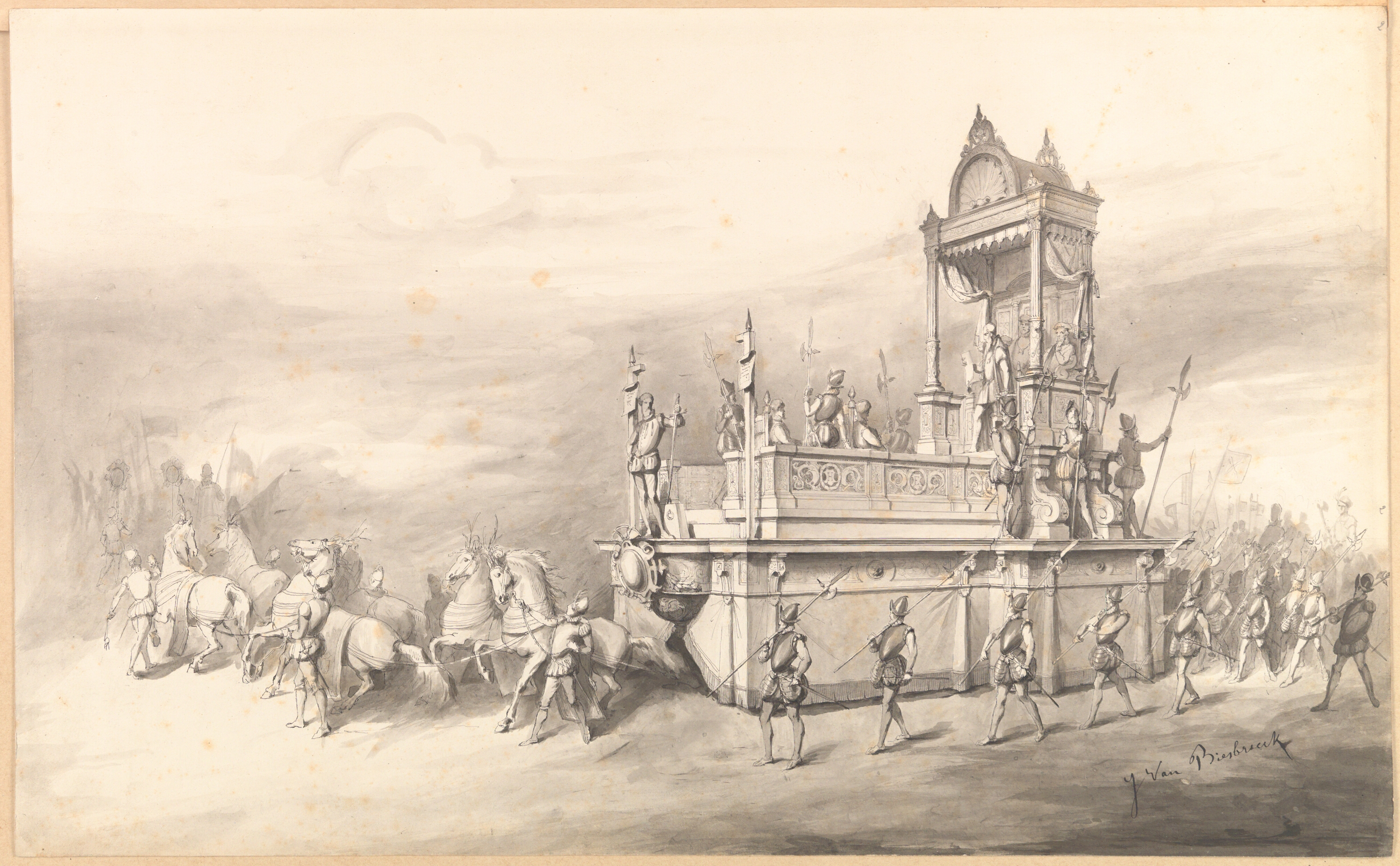
Schets van de historische stoet ter ere van de Pacificatie van Gent in 1576.

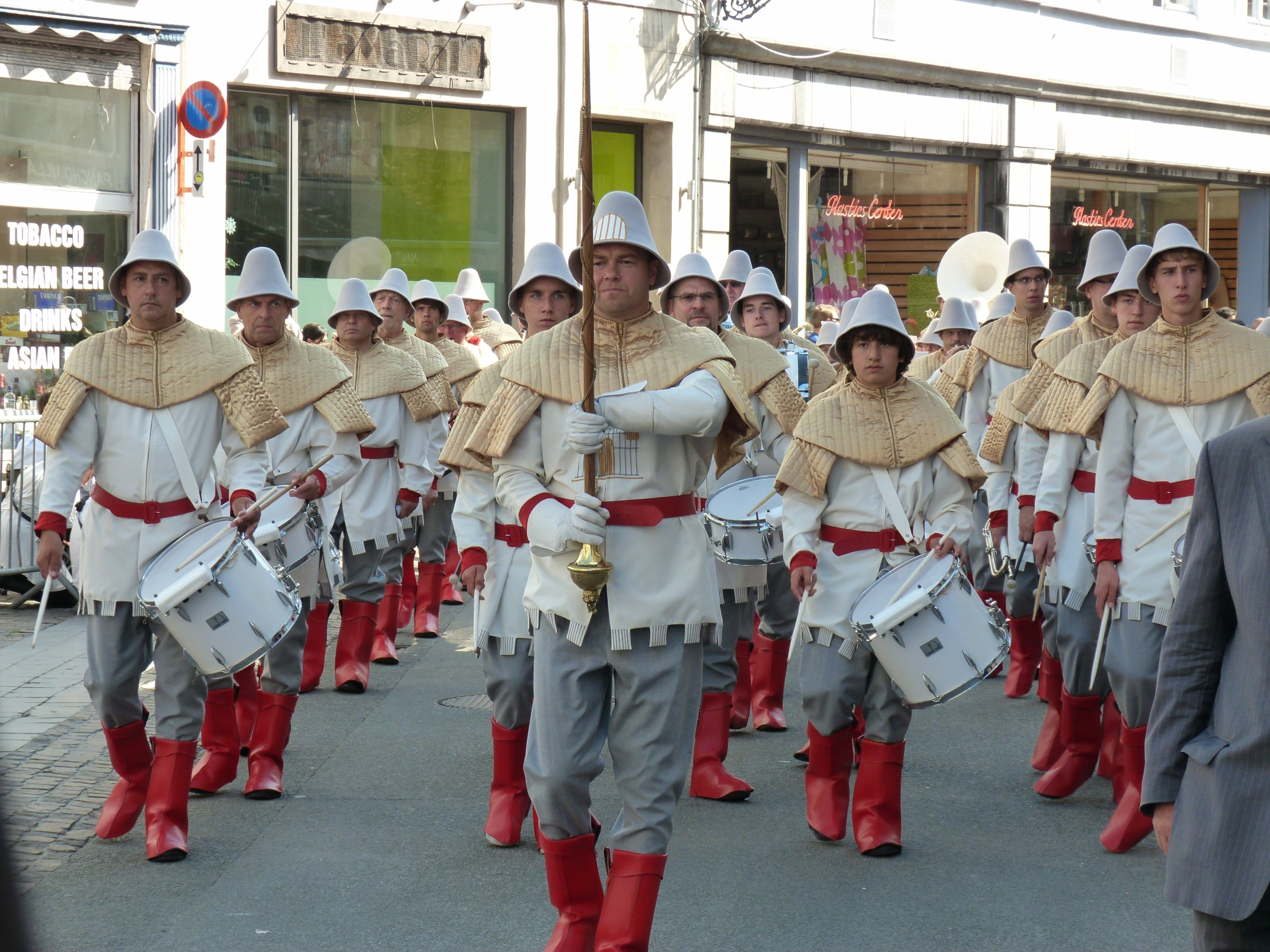
Muzikanten in de Praalstoet van de Gouden Boom

Een optocht of stoet is een georganiseerde trektocht, die meestal gehouden wordt om iets te manifesteren. Behalve voetgangers en wagens zijn ook andere voertuigen mogelijk. Zo kennen verschillende evenementen bij het water een botenparade en kunnen ook grote ballonnen onderdeel van een optocht zijn.
Een optocht is een gecoördineerd gebeuren. Vaak willen de mensen in de stoet de toeschouwers iets vertellen. Personen in een stoet kunnen lopen, maar ook te paard zitten, of in een willekeurig vervoermiddel. Een proteststoet is over het algemeen een groep wandelende mensen, terwijl een rouwstoet of begrafenisstoet bestaat uit rouwende mensen.
Soorten optochten zijn onder andere:
Militair karakter
- parade
- defilé
- vlootschouw, met schepen of vliegtuigen;

Religieus karakter
- processie, een religieuze optocht (onder meer rooms-katholiek);
- cortège, optocht van in toga geklede hoogleraren aan het begin van het academisch jaar.

folkloristisch karakter
- corso, waarin praalwagens meerijden;
- carnavalsoptocht;

## Folkloristische stoeten
Een stoet kan een gegeven zijn uit de folklore, zoals een processie, een carnavalsstoet of een hulde aan  de lokale geschiedenis. Hij kan thematisch worden ingedeeld zodat de toeschouwers een duidelijk geheel krijgen te zien. Vaak spelen tradities een stevige rol, zoals de wereldberoemde Koninklijke Steltenlopers van Merchtem, gildes en stadsreuzen; de historische benaming ommegang bleef voor een aantal zulke optochten behouden.

## Herdenkingsstoet
Een stoet kan ook een jaarlijks evenement zijn om een welbepaalde gebeurtenis te herdenken, bijvoorbeeld de stichting van een stad of het einde van een oorlog.

## Afbeeldingen

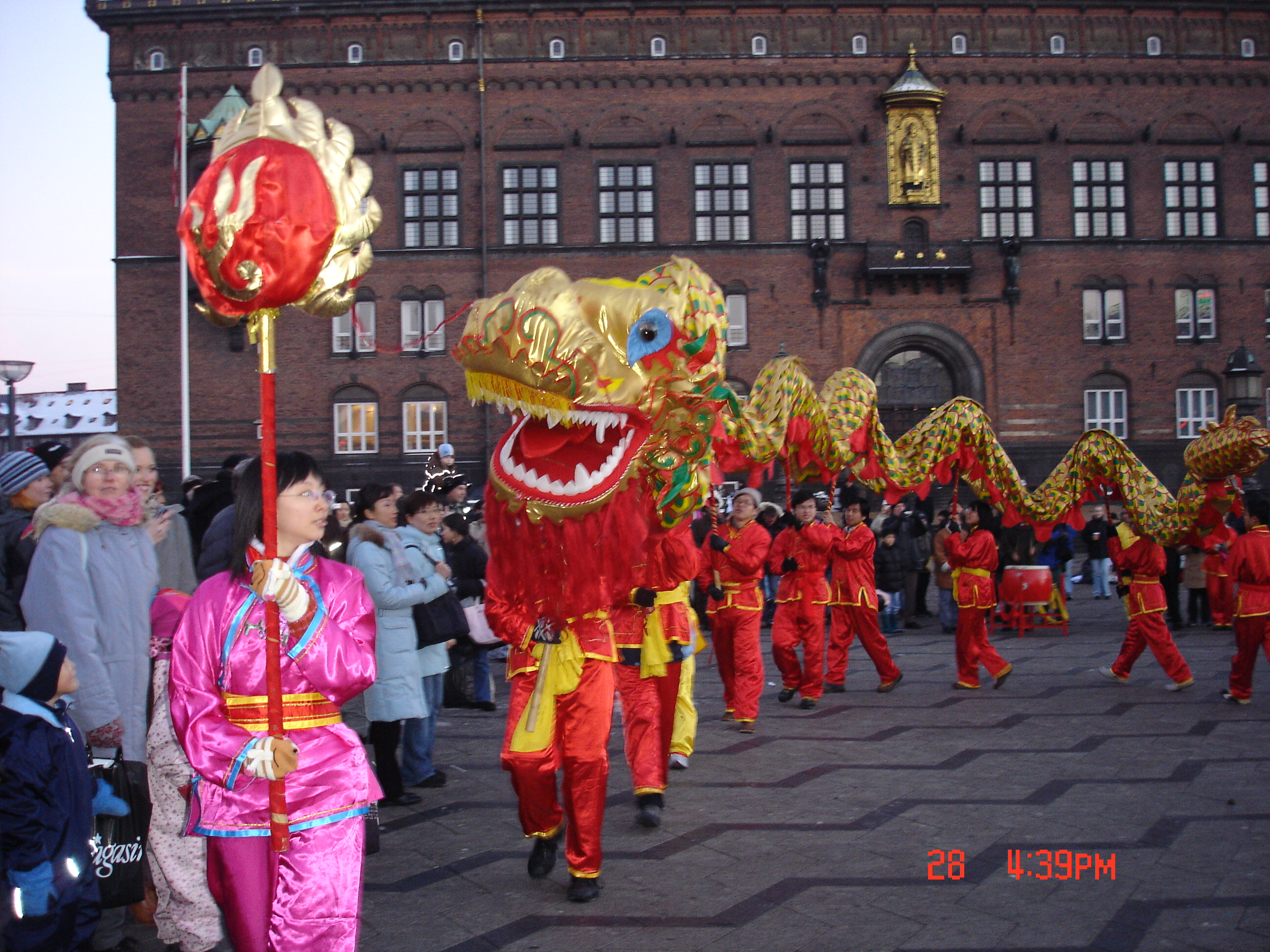
Optocht ter ere van het Chinees nieuwjaar.
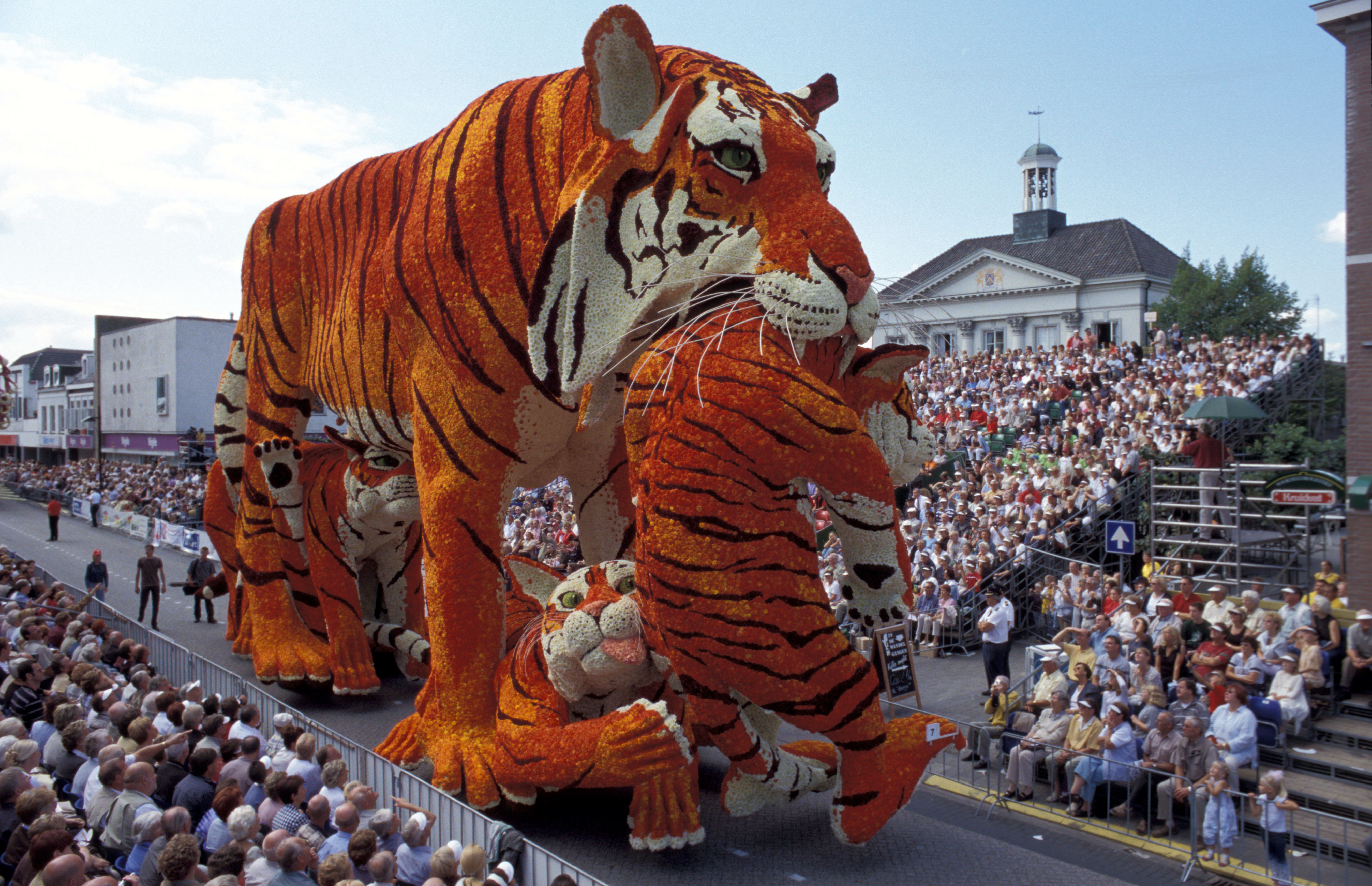
Bloemencorso in Zundert in 2002
- Autoparade in New York (1899)
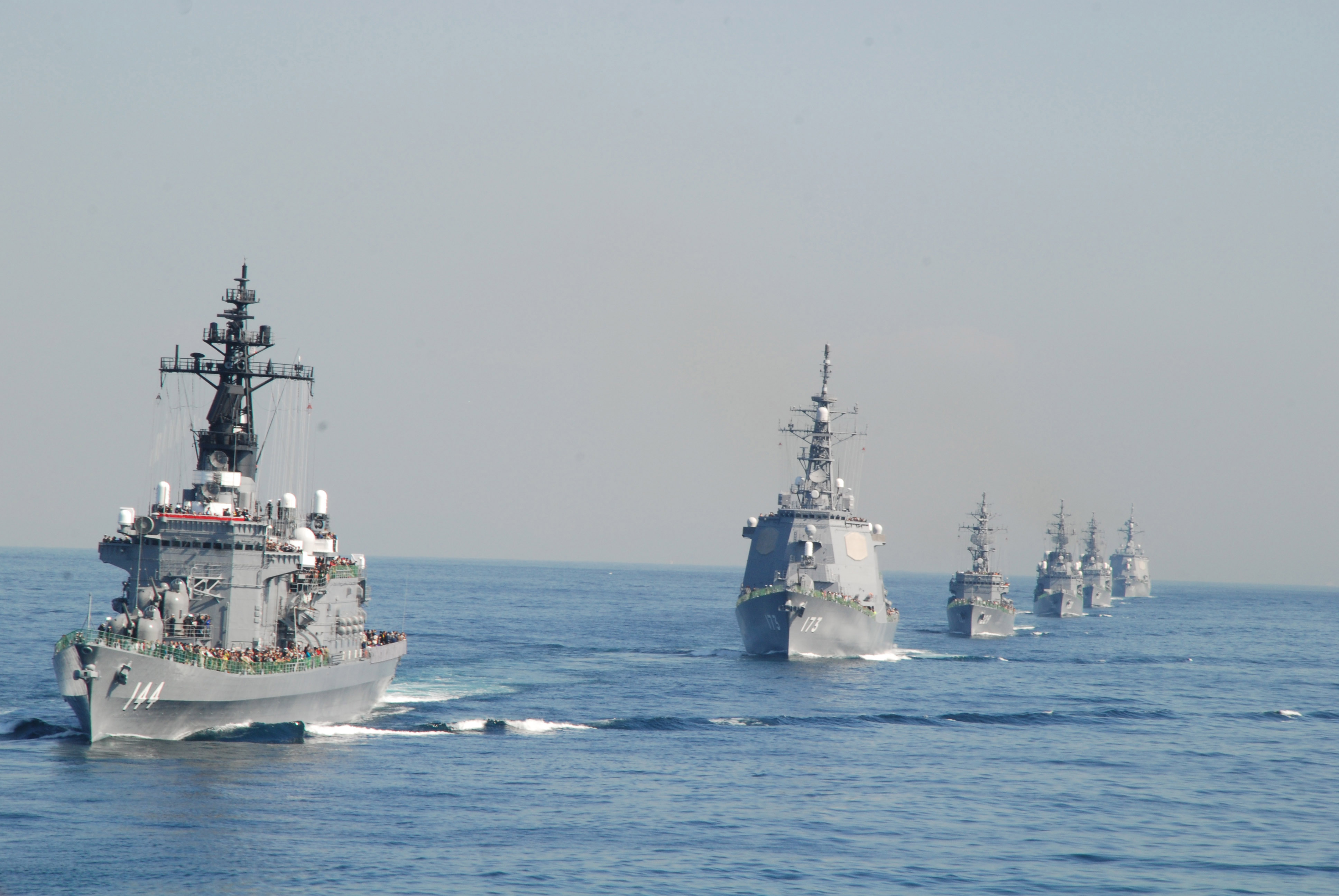
Vlootschouw in Japan
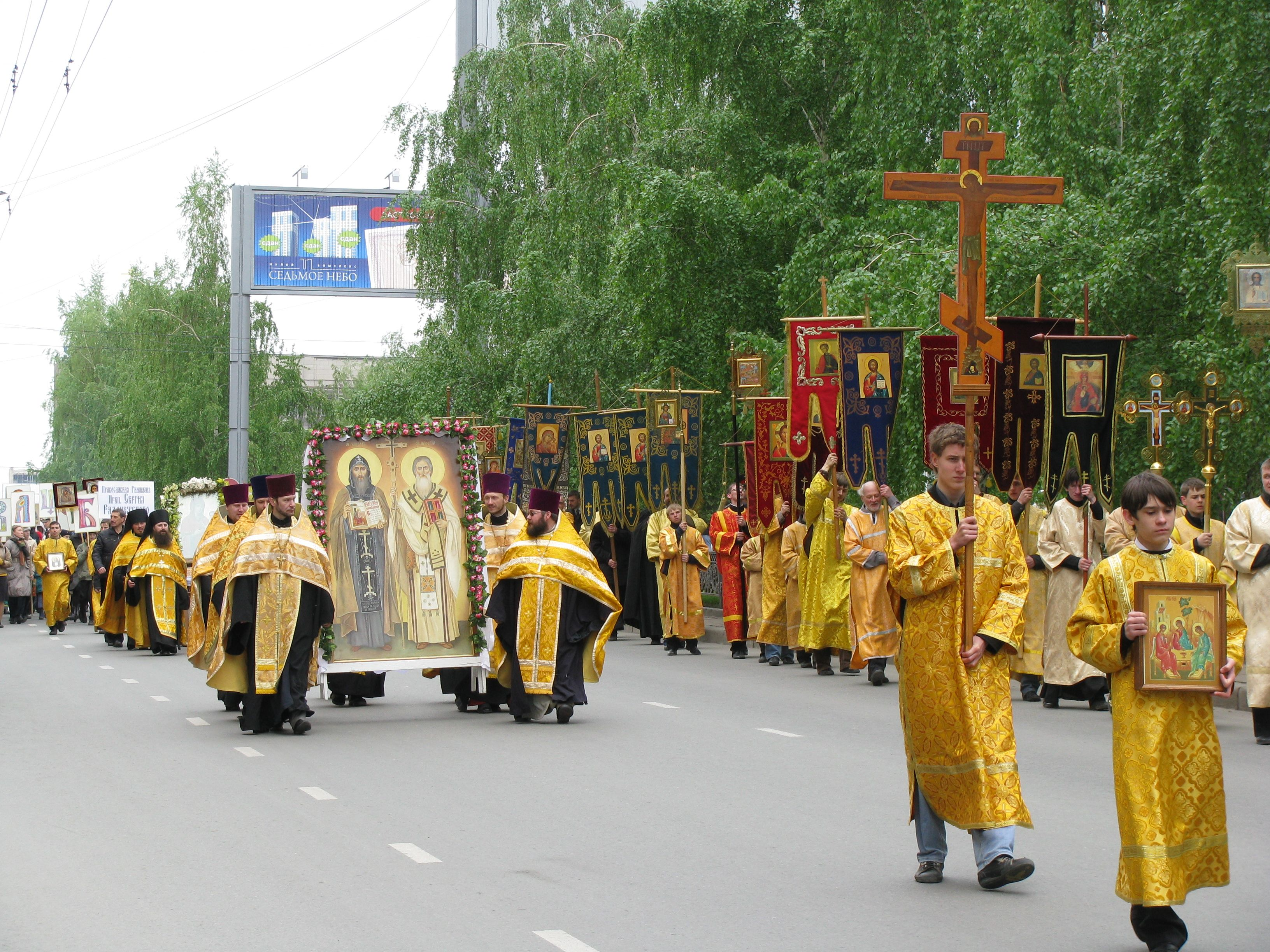
Processie in Novosibirsk

## Links
- www.optochtenkalender.nl - Overzicht van alle optochten o.a. in Nederland en België